# Östersunds Rådhus Aktiebolag
Östersunds Rådhus Aktiebolag är ett svenskt förvaltningsbolag som agerar moderbolag för de verksamheter som Östersunds kommun har valt att driva i aktiebolagsform. Bolaget ägs helt av kommunen.

## Bolag
Källa: 
- Biogas i Jämtland-Härjedalen AB (96,5%)
- Jämtkraft Aktiebolag (98%)
- Östersundshem AB (100%)